# A Manual of the Botany of the Northern United States
A Manual of the Botany of the Northern United States (abreviado Manual (Gray)) es un libro con ilustraciones y descripciones botánicas que fue escrito por el naturalista, médico y botánico estadounidense Asa Gray. Fue publicado en Boston y Londres en el año 1848 con el nombre de A Manual of the botany of the Northern United States: from New England to Wisconsin and south to Ohio and Pennsylvania inclusive, (the mosses and liverworts by Wm. S. Sullivant,) arranged according to the natural system.